# 島岡茂
島岡 茂（しまおか しげる、1917年〈大正6年〉 - 2009年〈平成21年〉）は、日本のフランス語学者。早稲田大学名誉教授。
1942年、早稲田大学文学部卒。早稲田大学法学部助教授、教授。1988年、定年退任、名誉教授。

## 著書

### 単著
- 現代フランス文法読本　第三書房、1960.2.
- ロマンス語の話　大学書林、1970.
- 簡明フランス語入門　錬金社、1972.
- フランス文法の入門　白水社、1972.4.
- フランス語の歴史　大学書林、1974.
- 項目別フランス文法　白水社、1978.10.
- フランス語学入門　大学書林、1978.9.
- フランス文法の背景　大学書林、1980.9.
- 教養としての言語学　白水社、1982.4.
- 古フランス語文法　大学書林、1982.9.
- 暗記用フランス小文法　白水社、1983.4.
- 古プロヴァンス語文法　大学書林、1984.9.
- ロマンス語比較文法　大学書林、1986.8.
- 仏独比較文法　大学書林、1988.9.
- 英仏比較文法　大学書林、1990.6.
- フランス文法の背景 続　大学書林、1991.8.
- フランス語統辞論　大学書林、1999.4

### 共著
- 中級フランス文法　秋山晴夫、安井源治、川村克己、河村正夫共著.第三書房、1961.3.
- フランス語常用6000語　小林路易共著　大学書林、1968.11.
- 新あ・べ・せ　数江譲治共著 駿河台出版社、1984.3.

### 翻訳
- 文法 ピエール・ギロー 白水社、1959.文庫クセジュ
- スペイン文法 ベルナール・ポティエ 白水社、1971.文庫クセジュ
- 言語学の問題と方法 -- 増補改訂第2版.ヴァルター・フォン・ヴァルトブルグ 紀伊国屋書店、1973.
- ロマン諸語 シャルル・カンプルー 鳥居正文共訳.白水社、1975.文庫クセジュ